# رالف كلاسن
رالف كلاسن هو لاعب هوكي الجليد كندي، ولد في 15 سبتمبر 1955 في هومبولت ‏ في كندا.

## وصلات خارجية
- رالف كلاسن على موقع دوري الهوكي الوطني (الإنجليزية)
- رالف كلاسن على موقع EliteProspects.com (الإنجليزية)
- رالف كلاسن على موقع HockeyDB.com (الإنجليزية)
- رالف كلاسن على موقع Hockey-Reference.com (الإنجليزية)